# 田中誠一
田中 誠一（たなか せいいち、1926年（大正15年）4月11日 - 2003年（平成15年）4月8日）は、日本の政治家、第25・26代松山市長。

## 人物
松山市出身。旧制愛媛県立松山商業学校（現 愛媛県立松山商業高等学校）を卒業後、1945年、第11師団（香川県善通寺市）に入隊。
終戦後の1946年、松山市役所職員に採用される。市民課長、企画管理部長を歴任し、助役を3回にわたり（1979年6月25日-1979年7月9日、1983年6月25日-1984年12月25日、1987年6月25日-1989年10月10日）務める。
1991年、5選を狙う当時の現職市長中村時雄に対抗して出馬し初当選。「しあわせひろがるまち松山」をスローガンに、その後2期8年間にわたって松山市長を務めた。その間、四国市長会長、全国市長会副会長にも就いた。
「車座行政」の推進と「好きです松山運動」の展開を掲げ、人情味のある行政を目指した。職員や周辺からの人望も厚く、堅実な市政運営は評価が高かった。社会基盤整備や福祉政策に力を注ぎ、全国平均よりも低かった松山市の下水道普及率を高めることに貢献した。
一方で、松山城二之丸史跡庭園、松山中央公園や松山市役所前地下駐車場などの大型公共事業は、市民からの批判の的になった。
1999年松山市長選挙で中村時広に敗退し引退。晩年は、表舞台との接触を避けるようになり、入退院を繰り返すようになっていた。生前、「多忙が緊張感、向学心を膨らませる。仕事冥利に喜びを感ずる。」と語っていた。
2003年4月8日、呼吸器不全のため松山市内の病院で死去、76歳没。死没日をもって勲四等旭日小綬章追贈、従五位に叙される。
松山市生涯学習振興財団理事長として
田中が理事長を務める松山市生涯学習振興財団が、平成4年度（1992年4月1日-1993年3月31日）に、松山市立清水小学校分離新設に伴う事前調査として松山市山越3丁目及び姫原1丁目で発掘調査を行った。